# Hôpital universitaire de la Charité de Berlin
Pour les articles homonymes, voir Hôpital de la Charité.
L'hôpital universitaire de la Charité de Berlin (en allemand : Charité – Universitätsmedizin Berlin), fondé en 1710 comme maison de santé pour les malades de la peste, est l'hôpital le plus ancien de Berlin et, avec plus de 3 000 lits, l'un des premiers centres hospitaliers universitaires d'Europe. Appelé hôpital universitaire après la création de l'université de Berlin en 1810, les quatre campus abritent aujourd'hui les facultés de médecine de l'université Humboldt et de l'université libre de Berlin.
L'hôpital jouit d'une réputation mondiale en recherche et enseignement, c'est de cette institution que sortira un grand nombre des lauréats du prix Nobel de physiologie ou médecine. La Charité est l'un des établissements d'enseignement supérieurs au sein de la Fondation allemande pour la recherche et a accompagné de nombreux projets dans le cadre de l'initiative d'excellence allemande.

## Histoire

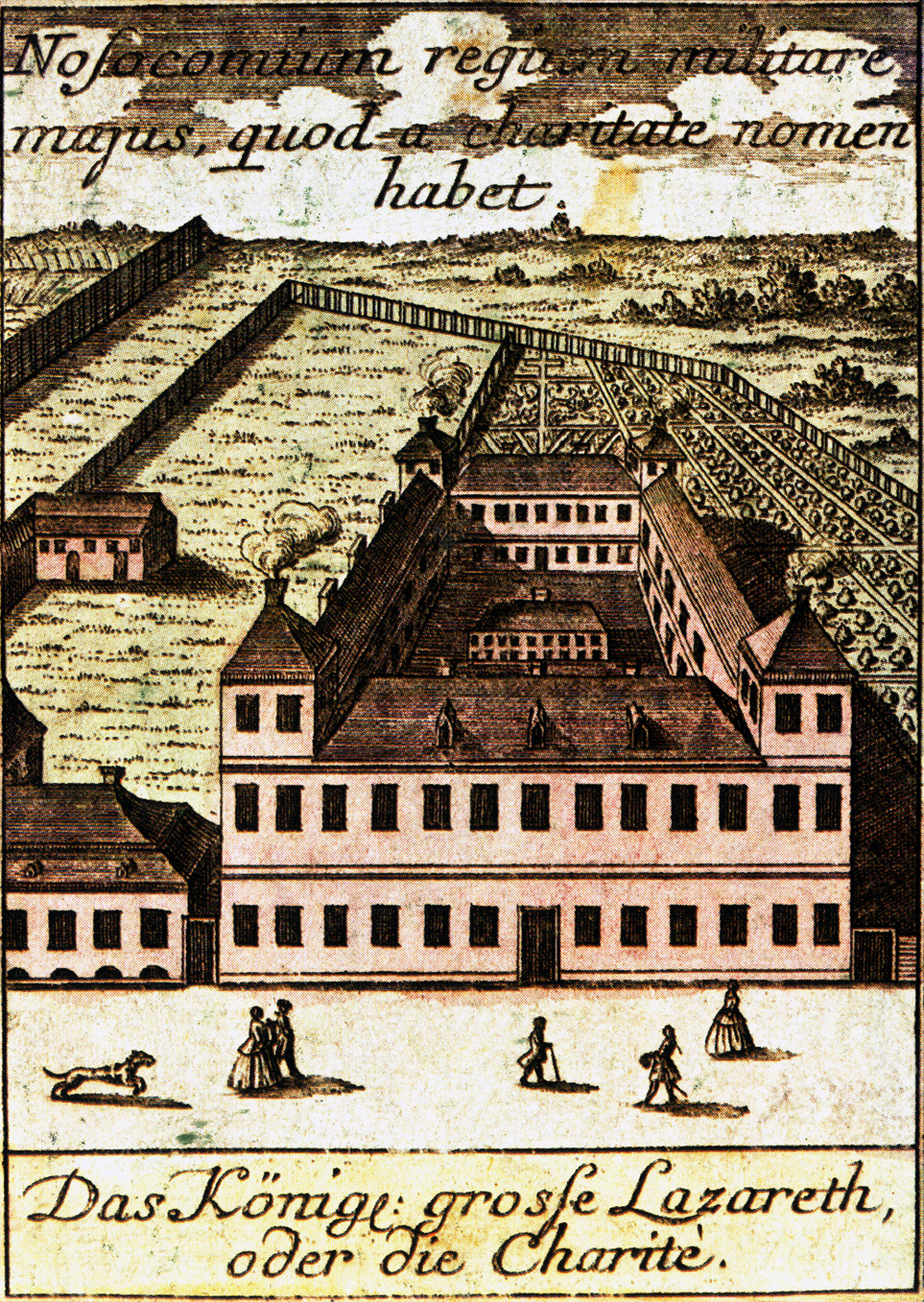
La Charité vers 1740.

Le 14 novembre 1709, Frédéric Ier, roi de Prusse sous l'influence des huguenots Français, adopte un règlement ordonnant la construction d'une maison de quarantaine en dehors des murs de Berlin pour les malades de la peste. Durant la Grande Guerre du Nord, la maladie s'était répandue en Prusse-orientale et menaçait également la Marche de Brandebourg. L'institution fut fondée le 13 mai 1710 et les travaux pouvaient commencer.
Néanmoins, la ville est restée épargnée par cette épidémie. Les années suivantes, l'infirmerie a servi d'hôpital militaire et d'hospice. Le 9 janvier 1727, le « Roi-Sergent » Frédéric-Guillaume Ier décrète que le bâtiment porterait le nom français d'« Hôpital de la Charité ». Des nouveaux bâtiments d'approvisionnement sont réalisés sur le terrain ; en 1713 déjà, un théâtre anatomique est inauguré, devenant plus tard un centre de formation des médecins militaires. Le 2 août 1795, la Pépinière, deuxième établissement du type « école de chirurgie », est fondée à proximité. Rudolf Virchow et Hermann von Helmholtz sont boursiers de cette institution.
En 1801, le docteur Christoph Wilhelm Hufeland est nommé médecin du roi et directeur médical de la Charité. À partir de 1810, il exerce également la fonction de Doyen de la faculté de médecine de la nouvelle université de Berlin qui s'y installe en 1828. En 1815, le médecin Carl August Wilhelm Berends est nommé professeur de médecine à l'université et directeur de l'hôpital de la Charité. Nommé hôpital universitaire, il acquiert une réputation en recherche et enseignement. Rudolf Virchow, chef de l'institut de pathologie nouvellement créée en 1856, y a développé la thèse selon laquelle toute cellule provient d'une autre cellule (omnis cellula e cellula), le troisième axiome de la théorie cellulaire.

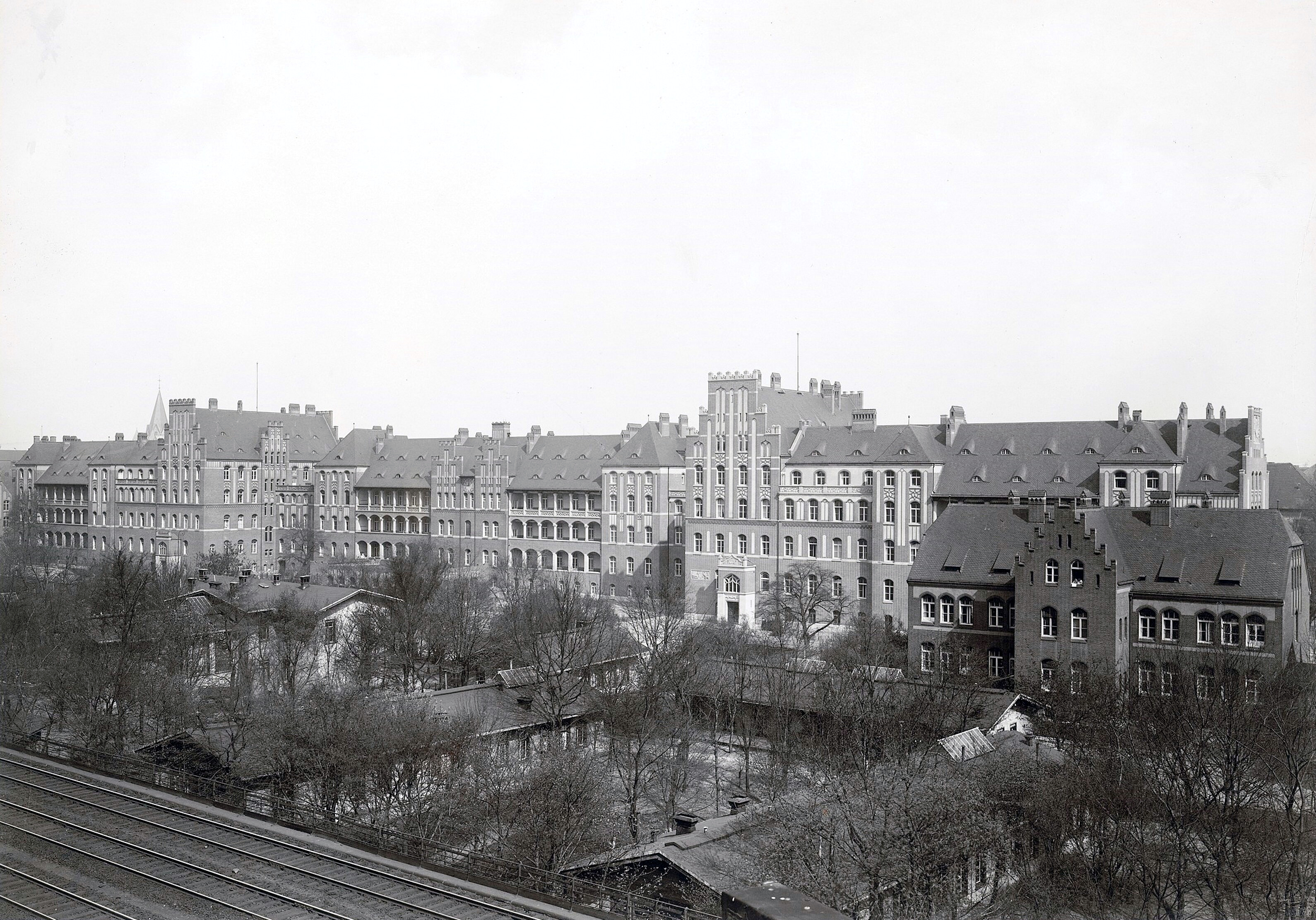
La Charité vers 1907.

Après l'unification allemande, Emil Adolf von Behring et Paul Ehrlich travaillent pour l'établissement d'un système de santé national. Robert Koch tient un poste au district sanitaire de Berlin à partir de 1880 ; période pendant laquelle il découvre les agents pathogènes de la tuberculose et ceux du choléra (isolés pour la première fois par Filippo Pacini en 1854). Sous l'égide de Friedrich Althoff, directeur-général au tournant du siècle au ministère prussien pour les biens et les activités culturelles, il réalise de nombreuses nouvelles constructions qui marquent encore l'image du complexe hospitalier.
Sous le régime nazi, de nombreux membres juifs du personnel sont licenciés. À partir de 1938, le SS-Standartenführer et professeur titulaire Max de Crinis est nommé chef de clinique. Après la Seconde Guerre mondiale, la Charité se trouvant à Berlin-Est, et située tout proche du mur de Berlin, elle est considérée comme le premier hôpital public de la République démocratique allemande ; tandis qu'à Berlin-Ouest, l'hôpital Rudolf Virchow et le nouveau Klinikum Benjamin Franklin au district de Steglitz deviennent les centres médicaux de l'université libre de Berlin. Après la réunification allemande, les sites fusionnent en un établissement qui portera désormais le nom de « Charité ».

## Sites

Les quatre campus de la Charité de Berlin.

Le campus historique de la Charité (CCM) est situé dans le quartier de Mitte, sur la rive septentrionale de la Sprée. D'autres sites sont localisés à Wedding (campus Virchow Klinikum, CVK), Lichterfelde (campus Benjamin Franklin, CBF) et Buch (campus Berlin-Buch, CBB).

## Coopérations
- Centre de protonthérapie avec le Helmholtz-Zentrum Berlin für Materialien und Energie – Allemagne
- À travers le réseau Erasmus avec des universités dans la plupart des pays européens
- Université Monash à Melbourne – Australie
- Université du Zhejiang, Zheijiang People’s Hospital à Hangzhou – Chine
- Tongji Medical College à Wuhan – Chine
- Medizinische Universität Saitama à Moroyama – Japon
- Chiba University à Chiba -  Japon
- Feinberg School of Medicine (en) de l’université Northwestern  à Chicago – États-Unis
- Université d'Oxford - Royaume-Uni
- King's College à Londres - Royaume-Uni
- Universidad de Buenos Aires - Argentine
- Tbilissi State Medical University - Géorgie
- Universidad Nacional Autónoma du Mexique
- Hadassah Medical Center à Jerusalem - Israel
- Weizmann Institute à Rehovot - Israel
- Tel Aviv Sourasky Institute - Israel
- Université de Montréal - Canada
- University of Nairobi - Kenia

## Dans les arts et la culture populaire

### Cinéma
- 1954 : Héros en blanc de Rolf Hansen

#### Série
- 2017 : Charité de Sabine Thor-Wiedemann, Jakob Hein et Christine Otto

## Personnalités liées
- Caspar Friedrich Wolff (1734–1794), physiologiste et l’un des fondateurs de l’embryologie ;
- Carl August Wilhelm Berends (1759-1826), médecin ;
- Christoph Wilhelm Hufeland (1762-1836), premier médecin du roi de Prusse Frédéric III et de la reine Louise de Prusse ;
- Johann Friedrich Dieffenbach (1792-1847 à Berlin), chirurgien en chef de la Charité et professeur de clinique chirurgicale ;
- Johann Lukas Schönlein (1793-1864), médecin universitaire et naturaliste ;
- Friedrich Gustav Jakob Henle (1809-1885), pathologiste et anatomiste ;
- Bernhard von Langenbeck (1810-1887), chirurgien ;
- Theodor Schwann (1810-1882), physiologiste, histologiste et cytologiste ;
- Wilhelm Griesinger (1817-1868), interniste et psychiatre ;
- Ludwig Traube (1818-1876), médecin, considéré comme l'un des fondateurs de la pathologie expérimentale ;
- Rudolf Virchow (1821–1902), médecin pathologiste et homme politique, considéré comme l'un des fondateurs de l'anatomie pathologique moderne ;
- Hermann von Helmholtz (1821-1894), scientifique (physiologiste et physicien) ;
- Albrecht von Gräfe (1828-1870), ophtalmologiste ;
- Theodor Billroth (1829-1894), chirurgien, père fondateur de la chirurgie digestive ;
- Ernst von Leyden (1832-1910), interniste et professeur ;
- Robert Koch (1843-1910), médecin connu pour sa découverte de la bactérie responsable de la tuberculose, lauréat du prix Nobel de physiologie ou médecine en 1905 ;
- Paul Langerhans (1847-1888), anatomo-pathologiste et biologiste ;
- Emil Fischer (1852-1919), chimiste allemand, lauréat du prix Nobel de chimie de 1902 ;
- Albrecht Kossel (1853-1927), médecin, lauréat du prix Nobel de physiologie ou médecine de 1910 ;
- Paul Ehrlich (1854-1915), scientifique connu pour ses travaux en hématologie, en immunologie et en pharmacologie, considéré comme le père de la chimiothérapie, colauréat du Prix Nobel de physiologie ou médecine de 1908 ;
- Emil Adolf von Behring (1854-1917), médecin et premier lauréat du prix Nobel de physiologie ou médecine de 1901 ;
- Hermann Oppenheim (1857-1919), neurologue ;
- Gustav Killian (1860-1921), laryngologiste ;
- August von Wassermann (1866-1925), immunologiste et bactériologue ;
- Leonor Michaelis (1875-1949), biochimiste et médecin, renommé pour son travail sur la cinétique enzymatique et l'équation de Michaelis-Menten ;
- Ferdinand Sauerbruch (1875-1951), chirurgien ;
- Gustav von Bergmann (1878-1955), médecin ;
- Bernhard Zondek (1891-1966), gynécologue ayant développé le premier test de grossesse fiable ;
- Rudolf Nissen (1896-1981), chirurgien thoracique ;
- Werner Forßmann (1904-1979), médecin, célèbre pour ses travaux sur le cathétérisme cardiaque ;
- Samuel Mitja Rapoport (1912-2004), directeur de l’institut de chimie biologique et physiologique.
- Ingeborg Rapoport (1912-2017) Professeure de pédiatrie à l’hôpital pour enfants de la Charité à Berlin-Est de 1969 à 1973, elle occupe la première chaire européenne de néonatalogie. Elle compte alors parmi les pédiatres les plus renommés de son temps, au-delà même des frontières de la République démocratique allemande, jusqu'à sa retraite